# Cadell ab Einion
Cadell ab Einion corégent du royaume de Deheubarth pendant treize années de 1005 à 1018.

## Biographie
Edwin ab Einion & Cadell ab Einion sont les fils de Einion ab Owain (†  984) le frère de Maredudd ab Owain À la mort de ce dernier les royaumes qu'il contrôlait sont gouvernés par Cynan ap Hywel jusqu'à sa mort vers 1005. Les deux frères Edwin et Cadell ap Einion  qui avaient déjà fait preuve de leur agressivité en 991 et 994 en réclamant à Mareddud une part des territoires du sud du pays de Galles se posent alors en prétendants au trône du royaume de Deheubarth. Ils doivent alors fait face à un usurpateur d'origine incertaine Aeddan ap Blegywryd qui s'était emparé du royaume de Gwynedd et qui les écarte du pouvoir. Ils disparaissent alors de sources peut-être tués mais Aeddan est lui-même vaincu et tué par Llywelyn ap Seisyll qui réunit une nouvelle fois le Gwynedd et le Deheubarth. Toutefois le fils d'Edwin nommé Hywel ap Edwin réussit en 1033 à se rétablir sur le trône de ses ancêtres

## Postérité
- Tewdwr Mawr père de Rhys ap Tewdwr